# Oskar Pfister
Oskar Pfister (23 de febrero de 1873 en Wiedikon - 6 de agosto de 1956 en Zúrich) fue un psicólogo y pastor protestante suizo.
Es autor de la primera valoración teológica del psicoanálisis de Sigmund Freud.

## Biografía
Oskar Pfister fue hijo de un pastor protestante. Estudió teología, filosofía y psicología en las universidades de Zúrich y Basilea doctorándose en 1898 en la Facultad de Filosofía. De 1897 a 1920 fue pastor en la localidad de Wald ZH. En 1920 se hizo cargo de una parroquia en Zúrich. Pfister mantuvo relaciones con los Socialistas Religiosos de Leonhard Ragaz. Entre 1909 y 1939 mantuvo correspondencia regular con Sigmund Freud acerca de cuestiones de teología y de psicoanálisis. Fue uno de los pioneros de la psicología moderna en Suiza y perteneció al círculo de la Escuela de Psicoanálisis de Zurich en torno a Bleuler y C.G. Jung. Independientemente de ellos intentó una síntesis de teología y psicología.

## Premio Oskar Pfister
En memoria de Oskar Pfister, la American Psychiatric Association junto a la Association of Professional Chaplains otorga el Oskar Pfister Award por contribuciones interdisciplinarias extraordinarias en religión y psiquiatría. Entre los galardonados se cuentan: Wayne Oates, Hans Küng, Victor Frankl, Robert Coles, Ana-Maria Rizzuto, James Folwer.
- Datos: Q115868
- Multimedia: Oskar Pfister / Q115868